# Burg Burgliebenau
Die Burg Burgliebenau ist eine ehemalige Wasserburg und ein späteres Schloss im Ortsteil Burgliebenau, Gutshof 3–4, der Gemeinde Schkopau im Saalekreis in Sachsen-Anhalt. Im örtlichen Denkmalverzeichnis ist sie unter der Erfassungsnummer 094 20686 als Baudenkmal verzeichnet.

## Geschichte
Die ursprünglich gegen Ende des 12. Jahrhunderts als Wasserburg gegründete Schloss- und Gutsanlage wurde zur Sicherung eines Flussüberganges über die Weiße Elster erbaut und befand sich im Besitz der Ritter von Liebenau. Im Besitz der Bischöfe und Herzöge von Merseburg wurde die Burg 1356 erwähnt, nachdem der Mannesstamm der Familie wohl Ende des 13. Jahrhunderts ausstarb. Im ersten Drittel des 16. Jahrhunderts erfolgte ein Umbau des Hauptgebäudes zum Schloss. Da 1687 ein Wiederaufbau unter Herzog Christian von Sachsen-Merseburg stattfand, geht man davon aus, dass das Schloss während des Dreißigjährigen Kriegs beschädigt wurde. Dabei wurde der alte Bergfried abgetragen und der Umbau zum Schloss weiter durchgeführt.
Von 1838 bis zur Enteignung während der Bodenreform in der Sowjetischen Besatzungszone im Jahr 1945 war das Schloss im Besitz der Familie Schwarzburger. Danach wurde die Burganlage von der LPG, einer Schulküche und einem Kindergarten genutzt. In einem Teil des Schlosses wurden Wohnungen für bis zu 11 Familien eingerichtet. Danach befand sich die Anlage im Besitz der Gemeinde Schkopau und ging 2016 wieder in Privatbesitz.

## Beschreibung
Der zweigeschossige Hauptbau mit Wendeltreppe der vierseitigen Anlage befindet sich im Süden und ein weiterer eingeschossiger Trakt im Westen. Das Wappen vom Merseburger Bischof Vinzenz von Schleinitz aus dem Jahr 1530 ist an der Fassade angebracht. Im Durchgang befindet sich eine spitzbogen Tür sowie ein Relief des Bischofswappens. Die Burganlage wird im Norden und Osten von einer Umfassungsmauer begrenzt.
Zur Burganlage gehörte eine kleine Kapelle, die 1433 erstmals erwähnt wird.